# Grindcore
Grindcore är en extrem form av hardcorepunk och metal med anknytning till både death metal och crustpunk. Grindcore kom till genom kombination av element av hardcorepunk och tidig thrash metal.
I Sverige är det största bandet inom scenen Nasum. Andra akter är Gadget, The Arson Project, och Splitter.

## Historiska rötter och influenser
Genren utvecklades under 1980-talet i England och Nederländerna av band som Sore Throat, Napalm Death och Lärm och i USA av proto-grindcore och hardcorepunkband som Siege, D.R.I., Deep Wound och Repulsion. Många av de tidiga banden, som Napalm Death, D.R.I. och Siege, sågs av sin samtid som en del av anarkopunk- och hardcorepunkscenen. Många anarkopunk- och "peace punk"-band i England och hardcore i USA hade redan tagit in element av metal i sin musik, vilket snart skulle leda till crust-subgenren. Många av de tidiga banden var, och är fortfarande, rätt så obskyra. Till exempel släppte hardcorepunkbandet Siege en egentillverkad demo vid namn "Drop dead", och Repulsion blev kända runtom i världen med skivan "Horrified" som släpptes i Europa av Necrosis Records, en label som ägdes av medlemmarna i bandet Carcass. 
Det brittiska bandet Napalm Death betraktas av många som det första riktiga grindcore-bandet. Genren namngavs av Napalm Deaths trummis Mick Harris. Sedan dess har grind-soundet utvecklats men är fortfarande igenkänneligt på grund av intensivt blastbeattrummande, tremolo-riffande, brutal sång och mycket korta låtar (Napalm Deaths låt "You Suffer" är listad som världens kortaste låt någonsin av Guinness rekordbok, strax över en sekund lång; medan andra såsom the Cripple Bastards på sin demo "94 Flashback di Massacro", och Agoraphobic Nosebleed på sin 3" cd/10" LP "Altered States of America" har tagit till ännu extremare tilltag). Det amerikanska grindcore-bandet Anal Cunt, ett projekt av Seth Putnam, har spelat in en EP vid namn "5643 Song EP" som, otroligt nog, innehåller 5643 låtar på mindre än 15 minuter.

## Subgenrer
Grindcore har visat sig vara något svårt att kategorisera. Somliga fans och musiker har olika uppfattning av genren och subgenrer, medan andra ser kategorisering som begränsande eller värdelös. Det finns oftast en markant övergång från en genre till en annan, och ofta är influens av annan musik än metal närvarande. 

### Politisk grindcore
Denna subgenre är känd för att ha politiskt medvetna texter, och är ibland associerad med crust- och peace punk-scenen. Av alla subgenrer av grindcore, är denna mest musikaliskt lik de tidigaste grindcorebanden. Exempel: Nasum, Napalm Death och Splitter.

### Powerviolence
Närmast anknytning till punk och hardcore. Men med mycket grindcore-partier. Exempel: Spazz, Dropdead, Hellnation, Fuck on the beach och svenska Massgrav.

### Goregrind
Denna subgenre startade med bandet Carcass, och är mest noterbart för att ha "gore"-texter, en mer "groove"-känsla, och pitchad sång. Av alla subgenrer är detta den som haft (relativt) mest kommersiell framgång. Exempel: Carcass, General Surgery.

### Cybergrind
Cybergrind är en form av grindcore som, vid sidan av instrumenten som vanligtvis används inom grindcore, använder datorgenererade ljud, samples och/eller trummaskiner och andra syntetiska instrument. Exempel: Agoraphobic Nosebleed, 50 Ways to Kill Me, Gigantic Brain, Mudrer Fitta, The Berzerker

### Andra mindre genrer
- Modern death/Grind: Death metal med grindcoreinfluens eller vice versa.
- Grorocore: En mix av noise, cyber, porno, techno, pop, och en massa annat. Exempel: Groronodor, (KRÅKA).
- Noisecore: "Noisig" grindcore. Exempel: Anal Cunt, Arsedestroyer, Sore Throat.
- Porngrind: Samma som goregrind, fast med porr-texter. Exempel: Cock and Ball Torture, Meat Shits.

Band som inspirerade och hjälpte till att utveckla tidig grindcore inkluderar Repulsion, Swans, Siege, Anti Cimex, Discharge, Cryptic Slaughter och S.O.B.

### Band inom grindcore
- Agathocles
- Anal Cunt
- Birdflesh
- Diorrhea
- Dying Fetus
- Firing Squad
- Fuck the facts
- Goner
- Inevitable End
- Infanticide
- Napalm Death
- Nasum
- Repulsion
- Vomitorial Corpulence

- Caliginous Cornea[1]